# Southfield, Michigan
Southfield, Michigan là một thành phố thuộc quận Oakland trong tiểu bang Michigan, Hoa Kỳ. Thành phố có tổng diện tích km², trong đó diện tích đất là km². Theo điều tra dân số Hoa Kỳ năm 2010, thành phố có dân số 71.739 người.
Southfield là một vùng ngoại ô của Detroit. Southfield Township tiếp giáp với thành phố ở phía bắc. Một của thị trường văn phòng cao cấp Metro Detroit được gọi là các "Tam giác vàng" đã hình thành phức hợp văn phòng rộng 204.400 m² với một khách sạn Westin và một trung tâm hội nghị. Ngoài ra, một tầng cao 33 tầng nhà ở cao cấp riêng biệt từ phức hợp. Southfield có tòa nhà chọc trời khác. 